# Anglars-Nozac
Anglars-Nozac é uma comuna francesa na região administrativa de Occitânia, no departamento de Lot. Estende-se por uma área de 9,83 km². Em 2010 a comuna tinha 381 habitantes (densidade: 38,8 hab./km²).